# 2024 en handball
| Années du handball : 2021 - 2022 - 2023 - 2024 - 2025 - 2026 - 2027    |
| Décennies du handball : 1990 - 2000 - 2010 - 2020 - 2030 - 2040 - 2050 |

Cet article présente les faits marquants de l'année 2024 en handball.

## Évènements
- 10 au 28 janvier : championnat d'Europe masculin en Allemagne.
- 25 juillet au 11 août : Jeux olympiques de Paris
- 28 novembre au 17 décembre : championnat d'Europe féminin en Autriche, Hongrie et Suisse.

## Compétitions

### Championnat d'Europe masculin
|                            | Nation   |
| -------------------------- | -------- |
| Médaille d'or, Europe      | France   |
| Médaille d'argent, Europe  | Danemark |
| Médaille de bronze, Europe | Suède    |

Le championnat d'Europe masculin de handball 2024 est la 16e édition du championnat d'Europe masculin de handball. Il se déroule du 10 au 28 janvier 2024 en Allemagne.

### Jeux olympiques
Les tournois masculin et féminin de handball aux Jeux olympiques d'été de 2024, organisées à Paris (France), ont lieu du 25 juillet au 11 août.
|                                     | Hommes    | Femmes   |
| ----------------------------------- | --------- | -------- |
| Médaille d'or, Jeux olympiques      | Danemark  | Norvège  |
| Médaille d'argent, Jeux olympiques  | Allemagne | France   |
| Médaille de bronze, Jeux olympiques | Espagne   | Danemark |

Dans le tournoi féminin, la Norvège remporte son troisième titre olympique après avoir dû se contenter de la médaille de bronze lors des deux éditions précédentes. À 44 ans, la gardienne de but norvégienne Katrine Lunde est élue meilleure joueuse et devient la première joueuse à remporter trois médailles d'or olympiques. Pour les Françaises, championnes olympiques et du monde en titres, le fait de jouer à domicile n'a pas suffi pour renverser les Norvégiennes lors de leur troisième finale consécutive. Enfin, le match pour la troisième place a vu le Danemark s'imposer face à une autre équipe scandinave, la Suède

### Championnat d'Europe féminin
|                            | Nation   |
| -------------------------- | -------- |
| Médaille d'or, Europe      | Norvège  |
| Médaille d'argent, Europe  | Danemark |
| Médaille de bronze, Europe | Hongrie  |

La 16e édition du Championnat d'Europe féminin de handball se déroule du 28 novembre au 15 décembre 2024 dans trois pays d'Europe centrale, l'Autriche, la Hongrie et la Suisse,,. Le 5 avril 2019, sur la base des recommandations du groupe de travail, l'EHF a officiellement décidé d'étendre le tournoi de 16 à 24 équipes comme pour le tournoi masculin.

## Bilan de la saison 2023-2024 en club

### Coupes d'Europe (clubs)
| Compétition         | Vainqueur              | Finaliste        | Score            |
| ------------------- | ---------------------- | ---------------- | ---------------- |
| Ligue des champions | FC Barcelone           | Aalborg Håndbold | 31 – 30          |
| Ligue européenne    | SG Flensburg-Handewitt | Füchse Berlin    | 36 – 31          |
| Coupe européenne    | Valur Reykjavík        | Olympiakos HC    | 57 – 57 5 – 4tab |

| Compétition         | Vainqueur          | Finaliste              | Score   |
| ------------------- | ------------------ | ---------------------- | ------- |
| Ligue des champions | Győri ETO KC       | SG BBM Bietigheim      | 30 – 24 |
| Ligue européenne    | Storhamar Håndball | Gloria Bistrița-Năsăud | 29 – 27 |
| Coupe européenne    | BM Elche           | Iuventa Michalovce     | 50 – 42 |

## Meilleurs handballeurs de l'année 2024
Les meilleurs joueurs et joueuses de l'année selon la Fédération internationale de handball ont été annoncés fin mars 2025.

### Meilleure joueuse
Chez les femmes, les nommées et la lauréate sont :
| Rang | Joueuse           | Nationalité | Club(s)      | Poste          |
| ---- | ----------------- | ----------- | ------------ | -------------- |
| 1    | Henny Reistad     | Norvège     | Team Esbjerg | Arrière gauche |
| ?    | Kari Brattset     | Norvège     | Győri ETO KC | Pivot          |
| ?    | Estelle Nze Minko | France      | Győri ETO KC | Demi-centre    |

### Meilleur joueur
Chez les hommes, les nommés et le lauréat sont :
| Rang | Joueuse         | Nationalité | Club(s)       | Poste          |
| ---- | --------------- | ----------- | ------------- | -------------- |
| 1    | Mathias Gidsel  | Danemark    | Füchse Berlin | Arrière droit  |
| ?    | Andreas Wolff   | Allemagne   | THW Kiel      | Gardien de but |
| ?    | Alex Dujshebaev | Espagne     | KS Kielce     | Arrière droit  |

### Meilleure jeune joueuse
Chez les jeunes femmes, les nommées et la lauréate sont :
| Rang | Joueuse          | Nationalité | Club(s)           | Poste            |
| ---- | ---------------- | ----------- | ----------------- | ---------------- |
| 1    | Petra Simon (en) | Hongrie     | Ferencváros TC    | Demi-centre      |
| ?    | Léna Grandveau   | France      | Metz Handball     | Gardienne de but |
| ?    | Lylou Borg       | France      | Mérignac Handball | Demi-centre      |

### Meilleur jeune joueur
Chez les jeunes hommes, les nommés et le lauréat sont :
| Rang | Joueuse            | Nationalité | Club(s)                    | Poste          |
| ---- | ------------------ | ----------- | -------------------------- | -------------- |
| 1    | Renārs Uščins      | Allemagne   | TSV Hannover-Burgdorf      | Arrière droit  |
| ?    | Francisco Costa    | Portugal    | Sporting Clube de Portugal | Arrière droit  |
| ?    | Dominik Kuzmanović | Croatie     | VfL Gummersbach            | Gardien de but |

## Décès
- 27 mai :  Ștefan Birtalan
- 23 juillet :  Mircea Grabovschi
- 15 septembre :  Valentin Samungi